# 나헬 메르주크 살해 사건
나헬 메르주크 살해 사건(프랑스어: Mort de Nahel Merzouk)은 2023년 6월 27일 알제리 마그레브계 출신의 17세 청소년 나헬 메르주크(나엘(Naël)이라고도 부름)가 프랑스 파리 외곽의 낭테르에서 불심검문 중 발생한 경찰의 총격으로 살해당한 사건이다. 프랑스 정부는 메르주크를 쏜 경찰관을 "공권력에 의한 자발적 살인" 혐의로 체포했다. 당시 경찰이 진술했던 사건 초기 상황 보도가 나중에 온라인으로 게시된 영상을 통해 거짓말임이 밝혀지자 프랑스에서 광범위한 시위와 소요사태가 발생했다. 시청, 학교, 경찰서 등 주를 상징하는 건물 외에도 여러 건물이 공격받았다. 1,000대 이상의 차량이 불에 탔고 최소 1천명 이상이 체포되었다.
이 살해 사건은 프랑스의 법집행과 폭력에 관해서 광범위한 논쟁으로도 이어졌다. 에마뉘엘 마크롱 프랑스의 대통령은 이 사건을 "용납할 수 없는 일"이라고 말했다.

## 배경
나헬 사건이 발생하기 수년 전부터 프랑스에는 경찰의 폭력이 증가했다. 2017년에는 운전자가 승객이나 행인을 위험에 빠뜨리는 경우 경찰의 불심검문을 피해 도주하는 차량에 총격을 가할 수 있도록 허용하는 법안이 통과되었다. 이번 총격 사건은 2023년 프랑스에서 교통 단속 도중 발생한 세 번째 총격 사망 사건이다. 2020년에는 3명이 사망했고 2021년에는 2명, 2022년에는 총 13명이 경찰의 총격으로 사망했다. 사망자는 주로 흑인이나 마그레브인 출신이었으며, 이 때문에 프랑스 경찰 내에서 조직적인 인종차별이 있었다는 주장도 제기되었다. 2023년 5월 유엔 인권 이사회의 스웨덴 대표는 프랑스 경찰을 비판하고 시위에서 과도한 무력사용을 해결하기 위한 중대한 조치를 취해야 한다고 요구했다. 프랑스 정부는 경찰 폭력 사건을 무시해왔으며 때로는 경찰 폭력이라는 용어 자체도 사용하지 않았으며, 프랑스 경찰노조는 2017년 법의 폐지나 개정을 반대했다. 2022년에는 앞서 말한 총격사건과 관련하여 총 5명의 경찰관이 기소되었다.
2016년 7월 19일 24세 흑인 남성인 아다마 트라오레가 경찰에게 체포, 구금된 후 의문사하는 사건이 발생했다. 이 사건으로 대형 시위와 항의 사건이 발생했으며, 2020년 5월 관련 경찰들의 재판이 무혐의로 끝나면서 재조명되었다. 2023년 6월 14일에는 19세의 알후세인 카마라가 앙굴렘에서 도로 검문을 받던 도중 경찰의 총격을 받아 사망하는 사건이 발생했다. 카마라의 시신은 가족과 기니 정부의 요청으로 기니 코나크리로 송환되었다. 코나크리에서는 프랑스의 정의 요구 시위도 같이 일어났다.

## 나헬 메르주크
나헬 메르주크는 17세의 알제리계 프랑스인 청소년이다. 메르주크는 쉬렌의 리세 루이블레리오에 등록하여 6개월간 학교를 다니다가 학교를 그만두었다. 메르주크는 낭테르에서 피자배달원으로 근무했다. 메르주크를 알던 한 구급대원에 따르면 메르주크의 아버지는 태어나기 전에 어머니와 헤어졌다고 말했다. 가족의 변호사에 따르면 메르주크는 전과가 아에 없었으나 "경찰에게 체포에 저항하는 사람으로 알려져 있었으며" 사건이 일어나기 지난 주말의 일을 합쳐 2021년부터 총 5번 체포에 저항한 혐의로 기소된 적이 있었다고 밝혔다. 메르주크의 사건파일에서는 허위 번호판 사용, 무보험 운전, 마약 판매 및 소비 등 15건의 사건 혐의가 기록되어 있었으나 실제 범죄로 기록되진 않았다.
2023년 7월 1일 메르주크는 낭테르의 무슬림 구역인 포트 몽트발레리엔 공동묘지에 묻혔다.

## 총격 사건

### 검찰측 주장
낭테르 검찰에 따르면 파리 경찰청 소속 오토바이 경찰관 2명이 오전 7시 55분(현지시각)경 폴란드 번호판을 단 메르세데스-벤츠 A 클래스 4세대(W177) AMG 차량이 버스전용차선에서 고속으로 주행하는 현장을 발견했다. 경찰관은 사이렌을 통해 시각, 청각으로 경보를 보내고 적신호에 정차한 차량 운전자에게 정지할 것을 지시했다. 차량은 움직이기 시작했고 적신호를 위반했다. 경찰관은 차량을 따라가 무전으로 본부에게 상황을 알렸다. 이 차량은 여러 차례 교통법규를 위반하여 보행자와 자전거 운전자를 위험에 빠뜨렸다고 말했다.
교통 혼잡으로 차량은 정차했다. 경찰관들은 오토바이에서 내려 운전자를 향해 총을 겨누고 시동을 끄라고 명령했다. 차량이 이에 불응하고 출발하자 경찰관 중 한명이 운전자를 향해 총을 발포했다. 차량은 오전 8시 19분 거리 기둥에 부딪히기 전까지 계속 주행했다. 뒷자리에 탑승했던 승객은 차에서 내리자마자 체포되었다. 앞좌석의 조수석에 탑승했던 승객은 도주했다. 총을 쏜 경찰관은 운전자에게 응급처치를 했다. 하지만 운전자는 오전 9시 15분 사망선고가 내려졌다.

### 경찰측 주장
경찰에 따르면 경찰관은 어린 운전자가 자신을 직접 돌진해서 치러고 해서 발포했다고 밝혔다. 여기서는 정당방위였다고 말했으나 이후 공개된 영상에서는 차량이 경찰관을 해칠 위치에 있지 않았고 경찰관을 향해 돌진하지도 않은 상태였다고 해서 경찰의 증언은 모순이었다고 밝혀졌다. 《르 몽드》에 따르면, "소셜 미디어에 올라온 50초짜리 이 영상은 경찰측이 처음으로 주장하고 일부 언론에서 반복한 특정 주장을 완벽하게 논파시켰다."라고 말했다. 영상에서는 두 경찰관 모두 벤츠 운전석 쪽에 있었다. 경찰이 발포를 하자 차가 출발했으며 양 측 모두 근거리에 있었음이 밝혀졌다.

### 차량 탑승객의 주장
6월 30일에는 차량에 탑승했던 제3의 탑승객이 메르주크가 수 차례 개머리판으로 얻어맞았다(buttstrokes)고 증언했다. 이에 따르면 세 차례의 폭행으로 메르주크는 브레이크 페달에 발을 뗐었고 당시 기어는 자동기어에 D여서 앞으로 차가 가버린 것이라고 말했다. 《BFM TV》에서는 이 말은 경찰이 주장했던, "메르주크가 차량 시동을 껐는데 다시 켜서 주행했다. 경찰이 발포한건 이 상황 때문이었다"라고 말했던 상황과는 다르다.

## 사건 조사
사건에 연루된 경찰관은 현재 고살 혐의로 조사받고 있으며, "권력에 의한 자발적 살인" 혐의로 구금되었다. 경찰은 메르주크가 경찰관을 향해 돌진했다고 주장하면서 정당방위였다고 주장했다. 하지만 영상이 공개되면서 상황이 다르자 이에 대한 비판이 강해졌다. 메르주크의 변호사는 영상이 경찰의 주장을 완벽하게 반박하며, 경찰은 "살해할 의도"를 가지고 총격을 했다고 주장했다. 메르주크를 대변하는 다른 변호사들도 비슷한 주장을 펼쳤다.
두 건의 조사가 진행중인데, 하나는 "명령 불복종"(교전수칙 위반)과 "권력에 의한 자발적 살인미수" 위반을, 다른 하나는 "권력에 의한 자발적 살인"혐의이다. 후자의 사건 조사는 프랑스 경찰 총감찰관(IGPN)이 배정받아 수행 중이다.

## 같이 보기
- 2005년 프랑스 폭동
- 2009년 프랑스 폭동
- 2017년 프랑스 폭동